# On achève bien les cons !
On achève bien les cons ! est une bande dessinée écrite par Georges Lautner et Philippe Chanoinat, dessinée par Phil Castaza et colorisée par Nadine Thomas.